# Meyrin
Meyrin település Svájcban, Genf kantonban. Lakosainak száma 25 249 fő (2018. december 31.). Genf városának agglomerációjába sorolható.

## Népesség
A település népességének változása az elmúlt években:
| Lakosok száma | 21 718 | 24 144 | 25 249 |
|               | 2012   | 2017   | 2018   |

Történelmi viszonylatban:

## Galéria

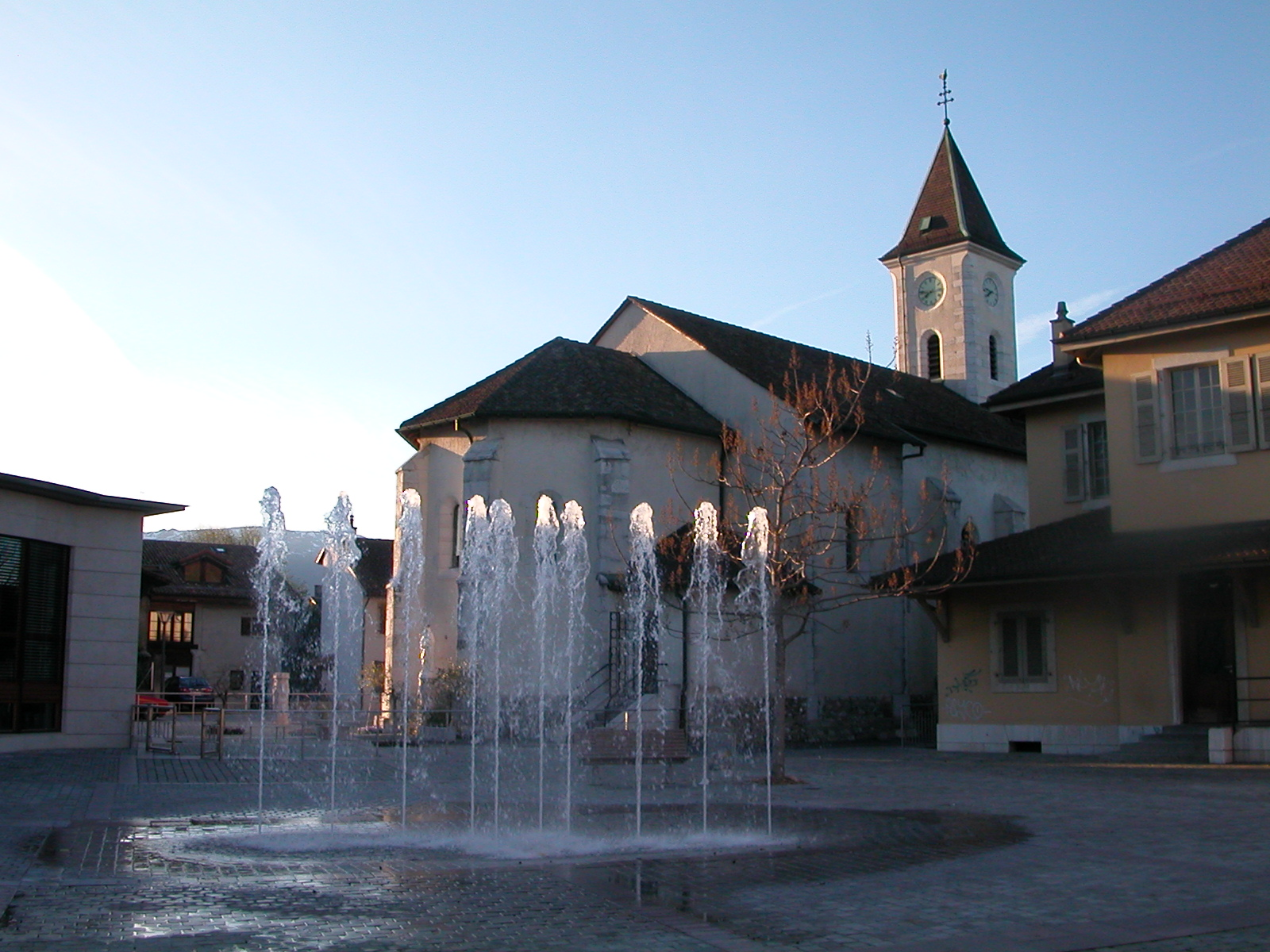
Saint-Julien templom
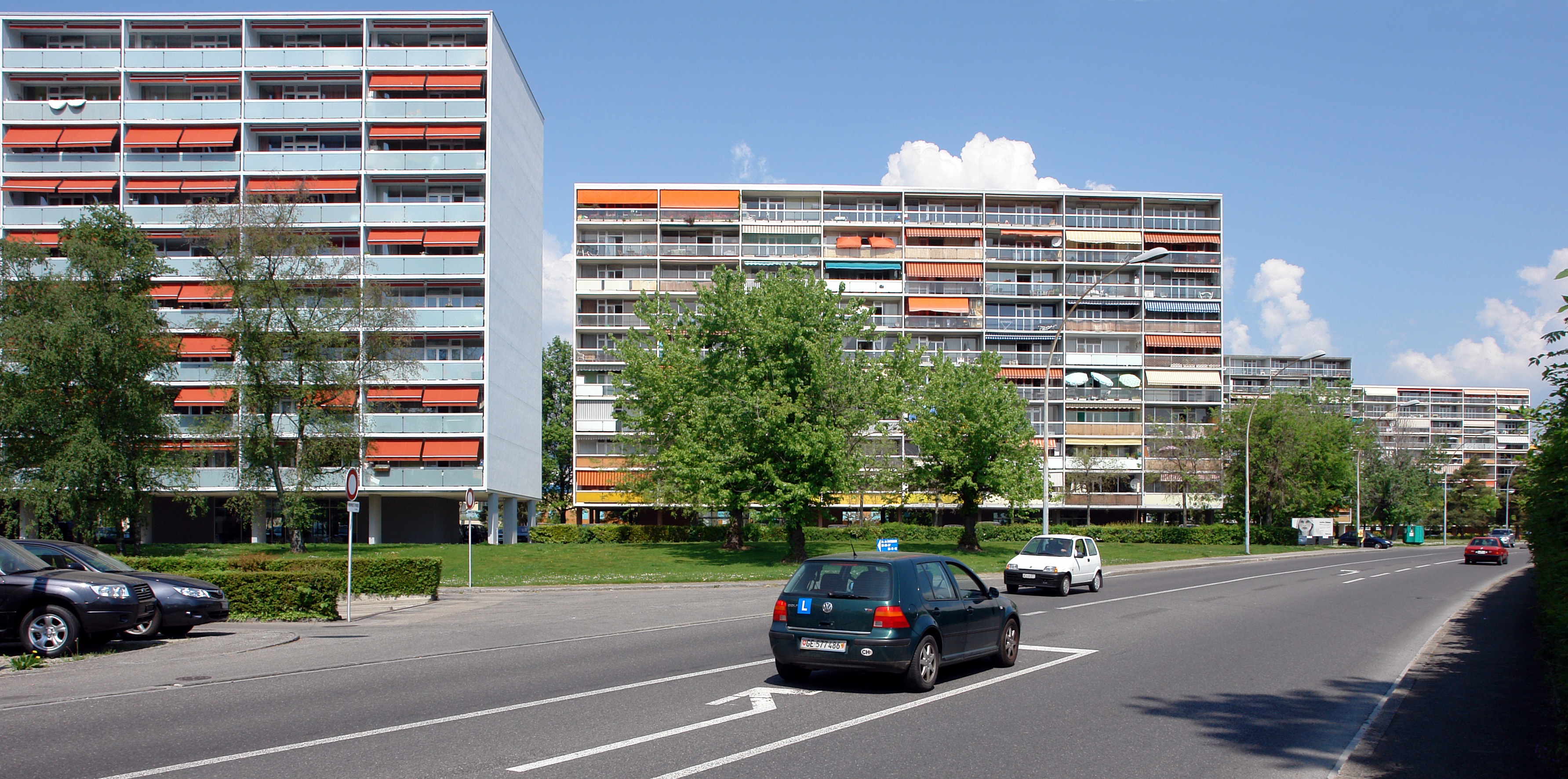
Utcakép
Légifelvétel 1953-ból